# Gymnochthebius wattsi
Gymnochthebius wattsi är en skalbaggsart som beskrevs av Perkins 2005. Gymnochthebius wattsi ingår i släktet Gymnochthebius och familjen vattenbrynsbaggar. Inga underarter finns listade i Catalogue of Life.